# ادریسوو (شهرستان سالاواتسکی، باشقیرستان)
ادریسوو (انگلیسی: Idrisovo, Salavatsky District, Republic of Bashkortostan) یک شهرک در شهرستان سالاواتسکی استان باشقیرستان کشور روسیه است.